# Phymorhynchus starmeri
Phymorhynchus starmeri é uma espécie de gastrópode do gênero Phymorhynchus, pertencente a família Raphitomidae.